# Moronobea intermedia
Moronobea intermedia là một loài thực vật có hoa trong họ Bứa. Loài này được Engl. ex Oliv. mô tả khoa học đầu tiên năm 1887.